# Vital De Ridder
Vital Amand Modeste De Ridder (Wortegem, 2 februari 1841 - Kerkhove, 27 november 1918) was een Belgisch volksvertegenwoordiger.

## Biografie
Vital De Ridder promoveerde tot doctor in de rechten en kandidaat-notaris (1864) aan de Rijksuniversiteit Gent en werd notaris in Kerkhove.
Hij werd in 1894 gemeenteraadslid van Kerkhove. In 1900 werd hij verkozen tot liberaal senator voor het arrondissement Kortrijk-Ieper en vervulde dit mandaat tot aan zijn ontslag in 1911.
Zijn broer was Remi De Ridder, advocaat, magistraat, hoogleraar aan de Rijksuniversiteit Gent, voorzitter van de raad van bestuur en van het redactiecomité van La Flandre libérale, schepen van Gent en provincieraadslid van Oost-Vlaanderen. 